# Joe Dougherty
Pour les articles homonymes, voir Dougherty.
Joseph Tapley Dougherty, dit Joe Dougherty, (4 novembre 1898 - 19 avril 1978), plus connu comme Joe Dougherty est un acteur américain spécialisé dans le doublage de dessins animés. Il est la voix d'origine de Porky Pig pour les studios de dessins animés de la Warner Bros.

## Biographie
Joe Dougherty est né dans l'État du Missouri le 4 novembre 1898. Avant de devenir acteur, Dougherty fréquente l'école de médecine de l'Université du Nebraska, où il est un membre de la fraternité Phi Gamma Delta. Il se marie avec Louise Frye.
Aux studios Warner Bros, Joe Dougherty est choisi pour faire la voix originale du personnage Porky Pig, depuis la première apparition dans I Haven't Got a Hat, en 1935, jusqu'à Porky's Romance en 1937. Après cela, Mel Blanc reprend le rôle durant les cinquante-deux années suivantes. Dougherty joue Porky Pig avec un bégaiement naturel qui lui est naturel et qui est l'une des marques de fabrique du personnage de Porky. Mais l'incapacité de Dougherty à contrôler son bégaiement finit par être le facteur de son remplacement par Mel Blanc. En effet, les coûts de la production s'élèvent de plus en plus au fur et à mesure que Dougherty n'arrive pas à synchroniser ses bégaiements avec les images, et le doublage finit par prendre des heures.
Il est mort le 19 avril 1978 à Los Angeles, en Californie, d'une crise cardiaque à l'âge de 79 ans.

## Source de la traduction
- (en) Cet article est partiellement ou en totalité issu de l’article de Wikipédia en anglais intitulé « Joe Dougherty » (voir la liste des auteurs).